# Kang Young-seok
Kang Young-seok (en hangul, 강영석; 12 de agosto de 1991), es un actor surcoreano.

## Biografía
Se graduó de la Universidad Chung-Ang (중앙대학교), donde se especializó en teatro.

## Carrera
Es miembro de la agencia TH Company (TH컴퍼니).
En 2017 se unió al elenco recurrente de la serie Amor revolucionario, donde interpretó a Jang Cheol-min, un joven oficial de la policía que está involucrado en el arresto de Byun Hyuk (Choi Si-won).
En febrero de 2018 se unió al elenco recurrente de la serie Should We Kiss First?, donde dio vida a Min Woo-shik, el subordinado de Son Moo-han (Kam Woo-sung).
En septiembre del mismo año se unió al elenco recurrente de la serie 100 Days My Prince (también conocida como "Dear Husband of 100 Days"), donde interpretó a Gwon Hyeok, un oficial de la guardia del palacio y el amigo de Jung Jae-yoon (Kim Seon-ho).
En abril de 2021 se unió al elenco recurrente de la serie Under Cover, donde dio vida al joven detective Jung Cheol-hoon, un miembro de la oficina de investigación de corrupción.

## Filmografía

### Series de televisión
| Año     | Título                       | Personaje                       | Notas         |
| ------- | ---------------------------- | ------------------------------- | ------------- |
| 2017    | Amor revolucionario          | Jang Cheol-min                  | [ 5 ]         |
| 2018    | Should We Kiss First?        | Min Woo-shik                    | [ 6 ]         |
| 2018    | 100 Days My Prince           | Gwon Hyeok                      | [ 7 ]         |
| 2020    | When My Love Blooms          | Kang Joon-woo                   |               |
| 2021    | Under Cover                  | Det. Jung Cheol-hoon            |               |
| 2022    | Military Prosecutor Doberman | Kang Ha-joon                    | [ 8 ] [ 9 ]   |
| 2022    | Insider                      | Jang Seon-oh                    | [ 10 ] [ 11 ] |
| 2023-24 | De vuelta en Samdal-ri       | Boo Sang-do                     | [ 12 ] [ 13 ] |
| 2024    | La reina Woo                 | Go Yeon-woo/Sansang de Goguryeo | [ 14 ]        |

### Películas
| Año  | Título                          | Personaje              | Notas |
| ---- | ------------------------------- | ---------------------- | ----- |
| 2021 | Waiting For Rain (Endless Rain) | Joven en la biblioteca |       |
| 2022 | Cabriolet                       | -                      |       |

### Teatro
| Año | Título                   | Personaje            | Notas |
| --- | ------------------------ | -------------------- | ----- |
| -   | 어나더컨트리             | 데비니쉬 / 가이 베넷 |       |
| -   | 조지아 맥브라이드의 전설 | 케이시               |       |
| -   | 히스토리보이즈           | 데이킨               |       |
| -   | R&J                      | 학생2                |       |
| -   | 나미야 잡화점의 기적     | 코헤이               |       |
| -   | 지구를 지켜라            | 병구                 |       |
| -   | 올드위키드송             | 스티븐               |       |
| -   | 모범생들                 | 민영 / 명준          |       |
| -   | B성년                    | -                    |       |

### Musicales
| Año | Título          | Personaje | Notas |
| --- | --------------- | --------- | ----- |
| -   | 차미            | 오진혁    |       |
| -   | 그날들          | 상구      |       |
| -   | 홀연했던 사나이 | 승돌이    |       |
| -   | 찌질의 역사     | 서민기    |       |
| -   | 블랙메리포핀스  | 헤르만    |       |
| -   | 마마 돈 크라이  | 프로페서V |       |
| -   | 쓰릴 미         | 나        |       |
| -   | 총각네 야채가게 | 윤민      |       |
| -   | 화랑            | 무관랑    |       |